# Šlichtování
Šlichtování
je nanášení lepivých a ochranných prostředků na osnovní niti určené ke zpracování na tkacích strojích. Tím se přilepí odstávající vlákna k jádru příze, zvýší se pevnost, hladkost a částečně i stejnoměrnost příze.
Šlichtování je nutné u všech jednoduchých přízí. Osnovy ze skaných přízí s dostatečnou pevností a stejnoměrností se šlichtovat nemusí.

## Šlichtovací prostředky
- Škrobová šlichta

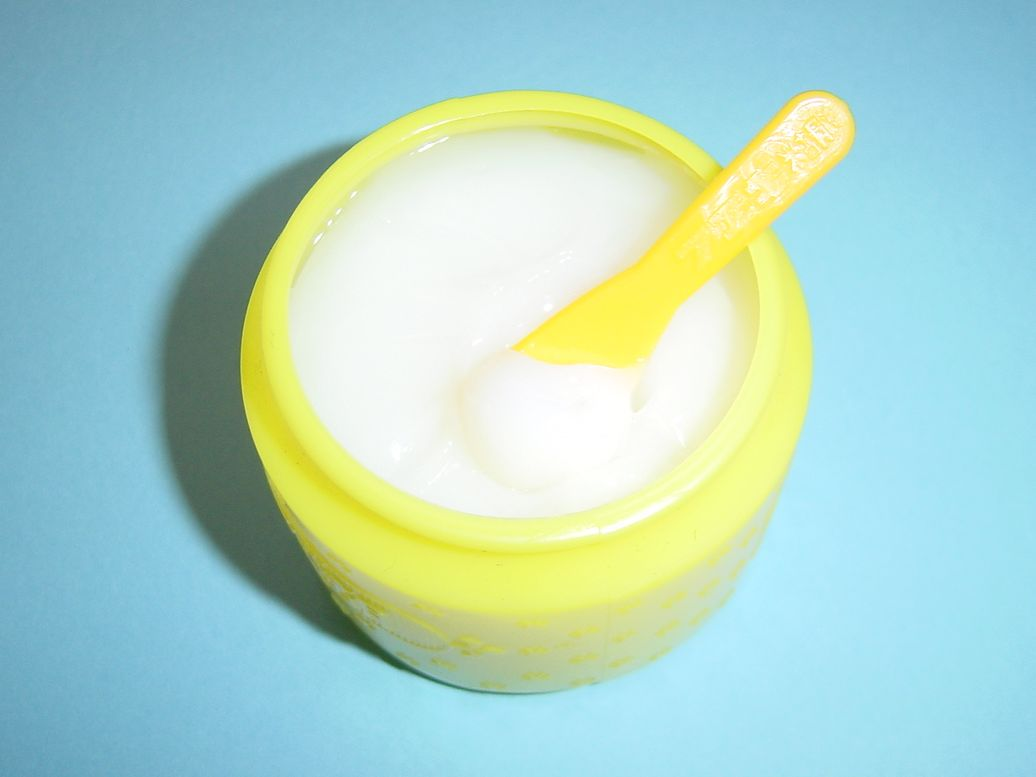
Škrob v tekutém stavu (pro domácí potřebu)

Škrob má chemické složení (C6H10O5)n. Vyrábí se v Evropě nejčastěji z brambor nebo obilí, ve světě je důležitou surovinou maniok.
Škrob se může nahrazovat deriváty celulózy, např. karboxymethylcelulozou.
Při přípravě škrobové šlichty se dávkuje 4–10 kg škrobu na 100 l šlichty a přidává se 3–6 % lepicích látek. Šlichtuje se při 65 až 85 °C.
Použití: osnovy z bavlny, vlny, viskózy a lýkových vláken.
- Syntetické šlichty

Patří sem např. polyvinylalkohol nebo akrylátové kopolymery. Přípravky lze kombinovat se škrobem. Bavlněné osnovy se šlichtují při 80–90 °C, polyester při 60 °C a acetát nebo viskóza při 40–70 °C.
- Chromový klih se používá v hedvábnických tkalcovnách.
- Šlichtovacími vosky se impregnují (hlavně vlněné) nitě ve snovárně při teplotě 95 °C. Jsou to bezvodé šlichty, sušení osnovy zde proto odpadá.[1]

Šlichtovací lázeň obsahuje průměrně 85 % vody a 15 % šlichty.
Součásti šlichty a jejich funkce: 
| Druh                | Látka                                                       | Funkce                                      |
| adheziva            | škrob, PVA, CMC, PES                                        | pevnost a pružnost                          |
| maziva              | lůj, japonský vosk, lněný olej, kokosový olej, palmový olej | hladkost, kluznost, nižší tření             |
| antiseptika         | kyselina salicylová, chlorid zinečnatý, fenol               | ochrana proti nákazám                       |
| rozpouštědla        | glycerin, chlorid vápenatý, chlorid manganatý               | prevence přílišného vysoušení               |
| barvicí přísady     | modř                                                        | proti žloutnutí, zvýšení lesku              |
| protipěnící přísady | benzen, pyridin                                             | odstranění pěny ze šlichty                  |
| smáčecí přísady     | kaolin, fosfát sodný                                        | odsávání šlichty se stejnoměrným rozložením |

Složení šlichty podle stupně šlichtování (% polepu
):
| Šlichtování (%) / Látka | lehké (3-7) | střední (17-40) | silné (nad 40) |
| škrob                   | 45 kg       | 90 kg           | 90 kg          |
| vosk                    | 2,5 kg      | -               | -              |
| jíl                     | -           | 15 kg           | 60 kg          |
| lůj                     | 1,9 kg      | 7 kg            | 7 kg           |
| chlorid manganatý       | -           | 4,6 l           | 23 l           |
| chlorid zinečnatý       | -           | 2,3 l           | 9 l            |

## Šlichtovací stroj

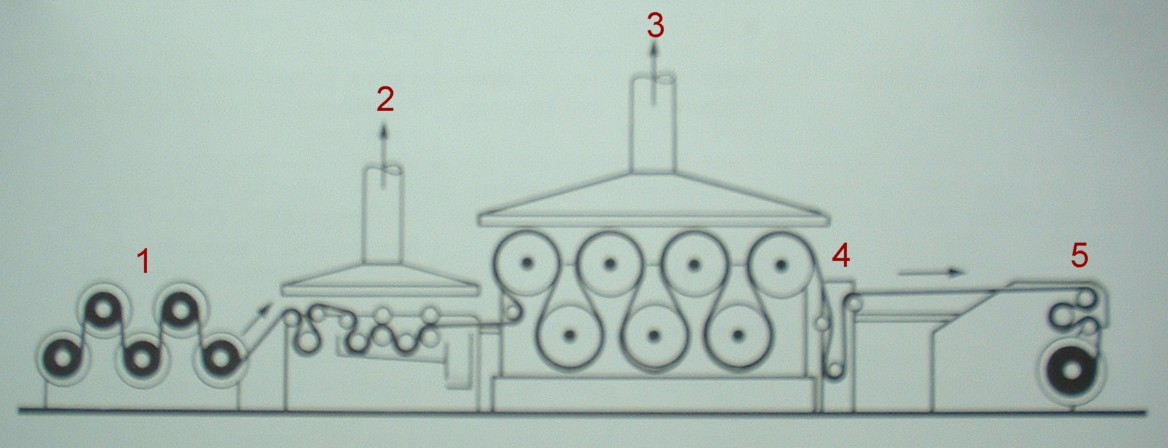
Hlavní části šlichtovacího stroje

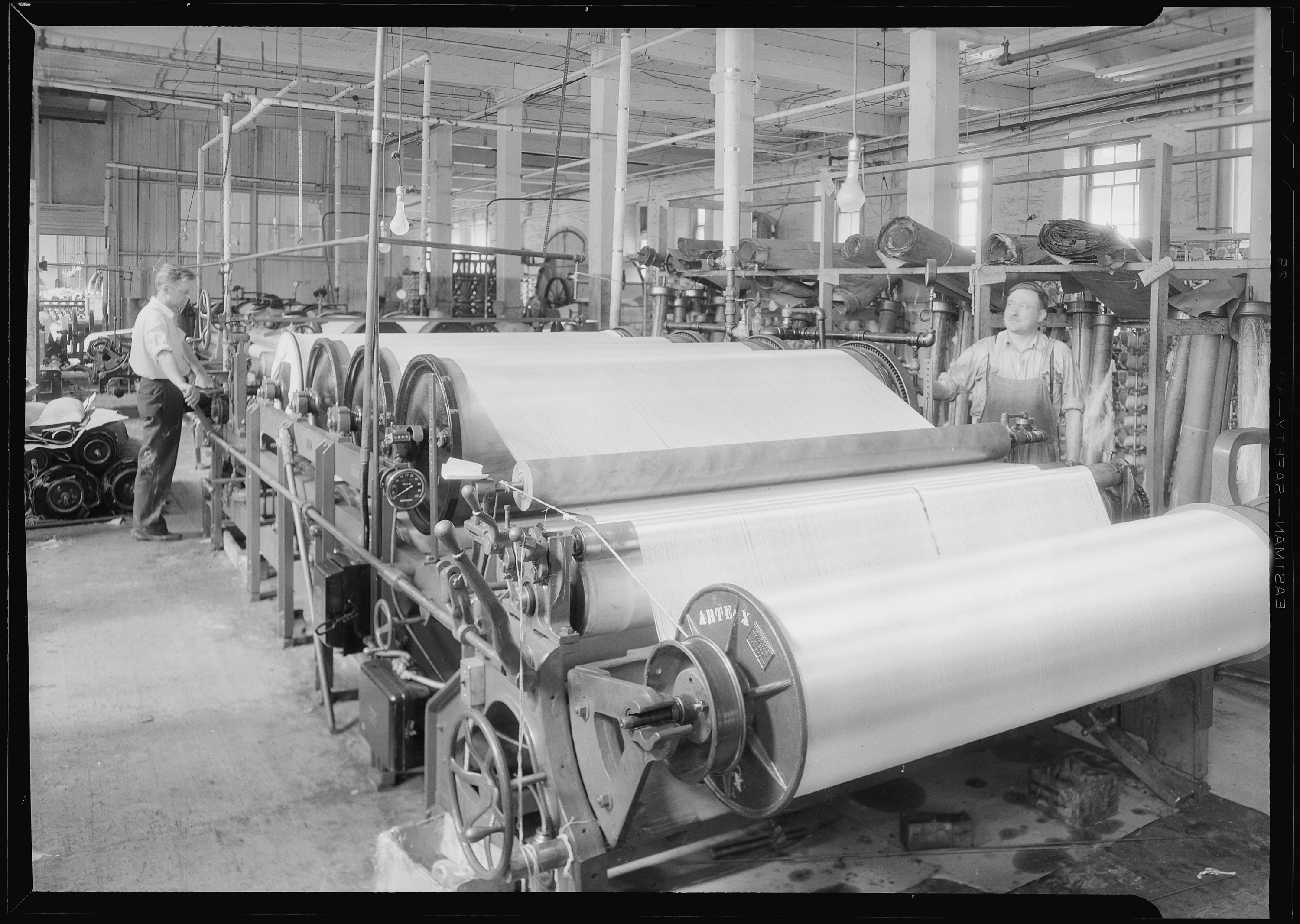
Šlichtovací stroj z 1. poloviny 20. století (rychlost 80 m/min)

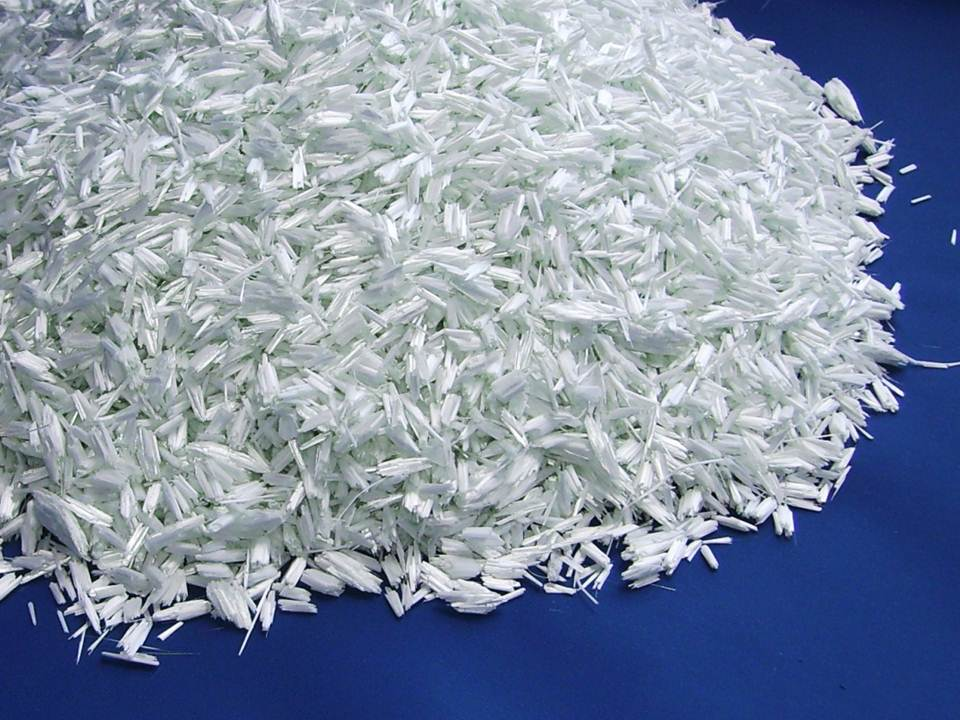
Sekaný kabílek skleněných vláken s nánosem šlichty

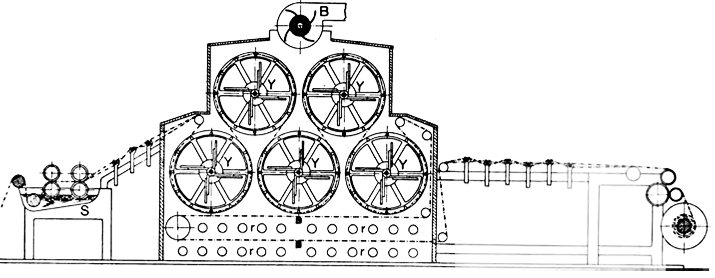
Schéma stroje na klížení vlněných osnov

První patent na šlichtovací stroj pochází z roku 1803 od Angličana Johnsona. Asi od roku 1815 se používaly šlichtovací stroje i na evropské pevnině. Nové šlichtovací stroje se např. v roce 2005 ve světě prodaly za 260 milionů USD.
Hlavní části stroje a postup šlichtování na stroji z 21. století jsou schematicky znázorněny na nákresu vpravo:
(1) Stojan pro 4–16 předlohových osnovních válů
(2) Šlichtovací a ždímací ústrojí smočí osnovy v ohřáté šlichtě a odždímá přebytečnou tekutinu. Ústrojí je napojeno na přípravnu šlichty se zásobními nádržemi, ze kterých se přivádí hotová (studená) šlichta do stroje. Příprava a přívod šlichty je řízen regulačním zařízením.
(3) Sušicí ústrojí sestává ze 3–15 bubnů vyhřívaných párou o tlaku až 50 N/cm2. U moderních strojů bývá na sušicí ústrojí napojeno zařízení na rekuperaci tepla, které vede sálající horký vzduch zpět k sušicím bubnů
(4) Dělicí pole má za úkol oddělit od sebe nitě jednotlivých předlohových válů a tím zamezit tvoření slepenců.
(5) Navíjecí ústrojí spojuje nitě z jednotlivých předlohových válů do jedné osnovy, kterou navíjí na tkací vál.
Šlichtovací stroje pracují s rychlostí do 200 m/min. 

## Hodnocení ošlichtovaných osnov
Pro zpracování osnovy na tkacím stroji je důležité zejména procento zpevnění příze ošlichtováním, spotřeba šlichtovacích prostředků a zbytková vlhkost v osnově.
Hotová tkanina se musí před dalším použitím zbavit šlichty. Způsoby praní a náklady na odšlichtování mohou být velmi rozdílné, jsou zcela závislé na druhu použité šlichty. 

## Šlichtování vláken pro zpevňování kompozitů
Ve 2. dekádě 21. století dosahuje světová výroba vláknových kompozitů řádově 10 milionů tun ročně, ze kterých se u více než 95 % z nich používají pro zpevnění skleněná textilní vlákna. Pro tento účel se povrch vláken musí upravit tak, aby se při zpracování netvořil elektrostatický náboj, aby se jednotlivá vlákna k sobě vzájemně nepřitahovala, ale zároveň dobře přilnula k matrici kompozitu. Jediný známý způsob úpravy je šlichtování, nezbytnou součástí šlichty jsou (komplikované) sloučeniny organosilanů.
Šlichtování se provádí zpravidla bezprostředně po zvláknění tak, že ze zvlákňovací trysky (s 200 až 8000 otvory) se vedou jednotlivé filamenty vedle sebe rychlostí cca 1000 m/min. ve vzdálenosti 5–10 mm nad válcem napuštěným šlichtou. Ošlichtované filamenty se sdružují do kabílku, který se navíjí na cívky a případě stříhají nebo sekají (copped).

## Klížení namísto šlichtování
Osnovy z vlněných přízí se asi do poloviny 20. století převážně klížily. Na osnovu se nanášelo asi 10 % živočišného klihu rozvařeného ve vodě. Na nákresu ze začátku 20. století je schéma klížicího stroje  (S – namáčení v klihové vodě, Y- sušicí ventilátory, B- odsávání).
Klížení vlněných osnov se doporučuje i v 21. století v některých kurzech pro amatérské ruční tkaní.